# Chej-lung-ťiang
Chej-lung-ťiang ( výslovnost; tradiční znaky: 黑龍江; zjednodušené znaky: 黑龙江; pinyin: Hēilóngjiāng; volný překlad: Řeka černého draka, tj. Amur) je nejvýchodnější provincií Čínské lidové republiky.

## Zeměpisné podmínky
Provincie Chej-lung-ťiang sousedí na západě s autonomní oblastí Vnitřní Mongolsko a na jihozápadě s provincií Ťi-lin. Dále má provincie na severu a východě společnou hranici s Ruskem.

## Administrativní členění
Provincie je složena ze subprovinčního města, 11 městských prefektur a jedné prefektury:
| Mapa provincie     | #                    | Název (čínsky) | Název (čínsky)     | Název (čínsky) | Sídelní městský obvod | Počet obyvatel (2010) |
| Mapa provincie     | #                    | český přepis   | znaky              | pchin-jin      | Sídelní městský obvod | Počet obyvatel (2010) |
| ------------------ | -------------------- | -------------- | ------------------ | -------------- | --------------------- | --------------------- |
| Mapa provincie     |                      |                |                    |                |                       |                       |
| Subprovinční město |                      |                |                    |                |                       |                       |
| 1                  | Cha-er-pin (Charbin) | 哈尔滨市       | Hā'ěrbīn Shì       | Nan-kang       | 10 635 971            |                       |
| Městská prefektura |                      |                |                    |                |                       |                       |
| 2                  | Ta-čching            | 大庆市         | Dàqìng Shì         | Sartu          | 2 904 532             |                       |
| 3                  | Che-kang             | 鹤岗市         | Hègǎng Shì         | Sing-šan       | 1 058 665             |                       |
| 4                  | Chej-che             | 黑河市         | Hēihé Shì          | Aj-chuej       | 1 673 898             |                       |
| 5                  | Ťia-mu-s’            | 佳木斯市       | Jiāmùsī Shì        | Čchien-ťin     | 2 552 097             |                       |
| 6                  | Ťi-si                | 鸡西市         | Jīxī Shì           | Ťi-kuan        | 1 862 161             |                       |
| 7                  | Mu-tan-ťiang         | 牡丹江市       | Mǔdānjiāng Shì     | Aj-min         | 2 798 723             |                       |
| 8                  | Čchi-čchi-cha-er     | 齐齐哈尔市     | Qíqíhā'ěr Shì      | Lung-ša        | 5 367 003             |                       |
| 9                  | Čchi-tchaj-che       | 七台河市       | Qītáihé Shì        | Tchao-šan      | 920 419               |                       |
| 10                 | Šuang-ja-šan         | 双鸭山市       | Shuāngyāshān Shì   | Ťien-šan       | 1 462 626             |                       |
| 11                 | Suej-chua            | 绥化市         | Suíhuà Shì         | Pej-lin        | 5 416 439             |                       |
| 12                 | I-čchun              | 伊春市         | Yīchūn Shì         | I-čchun        | 1 148 126             |                       |
| Prefektura         |                      |                |                    |                |                       |                       |
| 13                 | Ta-sing-an-ling      | 大兴安岭地区   | Dàxīng'ānlǐng Dìqū | Ťia-ke-ta-čchi | 511 564               |                       |